# Мулино ди Лимидо (Павија)
Мулино ди Лимидо је насеље у Италији у округу Павија, региону Ломбардија.
Према процени из 2011. у насељу је живело 11 становника. Насеље се налази на надморској висини од 63 м.